# ممدوح زايد
ممدوح زايد (9 ديسمبر 1942 - 21 أكتوبر 2011) هو ممثل مصري.

## حياته ونشأته
من مواليد 9 ديسمبر عام 1942، وهو من عائلة فنية فهو الشقيق الأكبر للمنتج مطيع زايد وشقيق النجمتان آمال زايد وجمالات زايد وأيضًا خال الفنانة الراحلة معالي زايد. بدأ حياته الفنية منذ الصغر وشارك في مسرحية «30 يوم في السجن» لمسرح الريحاني مع عادل خيري وماري منيب وهو ما يزال في السابعة عشر من عمره، وتابع ذلك بالعديد من المسرحيات والأفلام البارزة التي يعد أشهرها فيلم «الليلة الموعودة» للمخرج يحيى العلمي عام 1984.
توفي في 21 أكتوبر عام 2011 عن عمر يناهز 69 سنة ورصيده: 16 مسرحية – 31 عمل تلفزيوني – 20 فيلم.

## أشهر أعماله
فيلم «الباب المفتوح» للمخرج هنري بركات عام 1963
مسرحية «إلا خمسة» للمخرج عادل خيري عام 1963
مسرحية «الدلوعة» للمخرج حافظ أمين عام 1969
فيلم «استقالة عالمة ذرة» للمخرج إبراهيم الشقنقيري عام 1980
فيلم «الليلة الموعودة» للمخرج يحيى العلمي عام 1984 

## وصلات خارجية
- ممدوح زايد على موقع السينما
- ممدوح زايد على موقع دهليز
- ممدوح زايد على موقع أخبار الحياة
- ممدوح زايد على موقع IMDB
- ممدوح زايد على موقع كاروهات